# 大泉郵便局 (群馬県)
大泉郵便局（おおいずみゆうびんきょく）は群馬県邑楽郡大泉町にある郵便局。民営化前の分類では集配普通郵便局であった。

## 概要
住所：〒370-0599 群馬県邑楽郡大泉町中央3-2-17

## 沿革
- 1876年（明治9年）6月1日 - 小泉（こいずみ）郵便局（五等）として開設[1]。
- 1885年（明治18年）10月1日 - 貯金取扱を開始。
- 1890年（明治23年）4月1日 - 為替取扱を開始。
- 1958年（昭和33年）4月1日 - 大泉郵便局に改称[2]。
- 1999年（平成11年） - 外国通貨の両替および旅行小切手の売買に関する業務取扱を開始。
- 2006年（平成18年）10月23日 - 中野郵便局から「370-06xx」区域の集配業務を移管[3]。
- 2007年（平成19年）10月1日 - 民営化に伴い、併設された郵便事業群馬大泉支店に一部業務を移管。
- 2012年（平成24年）10月1日 - 日本郵便株式会社発足に伴い、郵便事業群馬大泉支店を大泉郵便局に統合。

## 取扱内容
- 郵便、印紙、ゆうパック、内容証明
- 貯金、為替、振替、振込、国際送金、国債、投資信託
- 生命保険、バイク自賠責保険、自動車保険、変額年金保険、がん保険、引受条件緩和型医療保険
- ゆうちょ銀行ATM
- 「370-05xx」区域（邑楽郡大泉町の全域、邑楽郡千代田町の一部）、「370-06xx」区域（邑楽郡邑楽町の全域）の集配業務
- ゆうゆう窓口

## 風景印
- 表記は『群馬大泉』
- 図案は『いずみ緑道』・『埴輪』・『大泉町文化むらの建物』・『赤城山』
- 使用開始日は1991年（平成3年）11月5日

### 過去の風景印
- 1981年（昭和56年）5月14日 - 1990年（平成2年）5月13日
  - 表記は『大泉』
- 1990年（平成2年）5月14日 - 1991年（平成3年）11月4日
  - 表記は『大泉』
  - 図案は『いずみ緑道』・『埴輪』・『大泉町文化むらの建物』・『赤城山』
- 2007年（平成19年）10月1日 - 2012年（平成24年）9月30日
  - 表記は『群馬大泉』
  - 図案は『いずみ緑道』・『埴輪』・『大泉町文化むらの建物』・『赤城山』

民営化に伴いゆうゆう窓口に配備。

## 周辺
- 大泉町立図書館
- 群馬県立西邑楽高等学校
- 三洋電機東京製作所
- 富士重工業大泉工場
- 城之内公園（小泉城跡）

## アクセス
- 東武小泉線 小泉町駅から南へ約700m（徒歩約8分）
- 北関東自動車道 太田桐生ICから南へ約9km
- 県道綿貫篠塚線（旧国道354号）沿い
- 駐車場あり：17台